# 東海林俊成

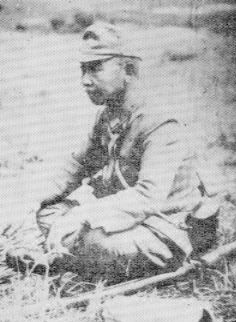
東海林俊成

東海林 俊成（しょうじ とししげ/としなり、1890年10月27日 - 1974年12月10日）は、日本陸軍の軍人。最終階級は陸軍少将。

## 経歴
宮城県出身。仙台第二中学校を経て1912年（明治45年）5月、陸軍士官学校（24期）を卒業。同年12月、歩兵少尉任官。
1939年（昭和14年）8月、歩兵大佐に昇進し留守第2師団司令部付（東北帝国大学配属将校）となった。同年10月、仙台連隊区司令官に就任し、1941年（昭和16年）4月、第38師団歩兵第230連隊長に発令され太平洋戦争を迎えた。
開戦後、香港の戦いに参加し、次いで1942年になると蘭印作戦において東海林支隊長となりジャワ島攻略戦を担当。ジャワ島中部のエレタンに上陸してカリヂャチィの飛行場を占領し、第2師団のバタビア攻略を支援した。
その後、10月15日夜にガダルカナル島のタサファロングに上陸し、10月24、25日にルンガ飛行場への総攻撃を敢行するが失敗している。翌1943年（昭和18年）1月にはガダルカナル島からブーゲンビル島へ撤退した。
同年11月、第5方面軍隷下の第30警備司令官に発令され網走に駐屯。1944年（昭和19年）3月、陸軍少将に進級した。同年10月、第5方面軍兵務部長に就任し、1945年（昭和20年）3月、仙台地区司令官となり終戦を迎えた。1947年（昭和22年）11月28日、公職追放仮指定を受けた。
戦後、BC級戦犯容疑者として、バタヴィアで裁判を受けた（オランダ・バタヴィア裁判102号）。判決は死刑であったが、懲役10年に減刑され巣鴨刑務所に移された。この裁判資料は、国立公文書館に、所蔵されている。

## 親族
妻トミは東京高等工業学校教授秋保安治の三女。

## 栄典
- 1913年（大正2年）2月20日 - 正八位[3]